# Armstrong Siddeley Python

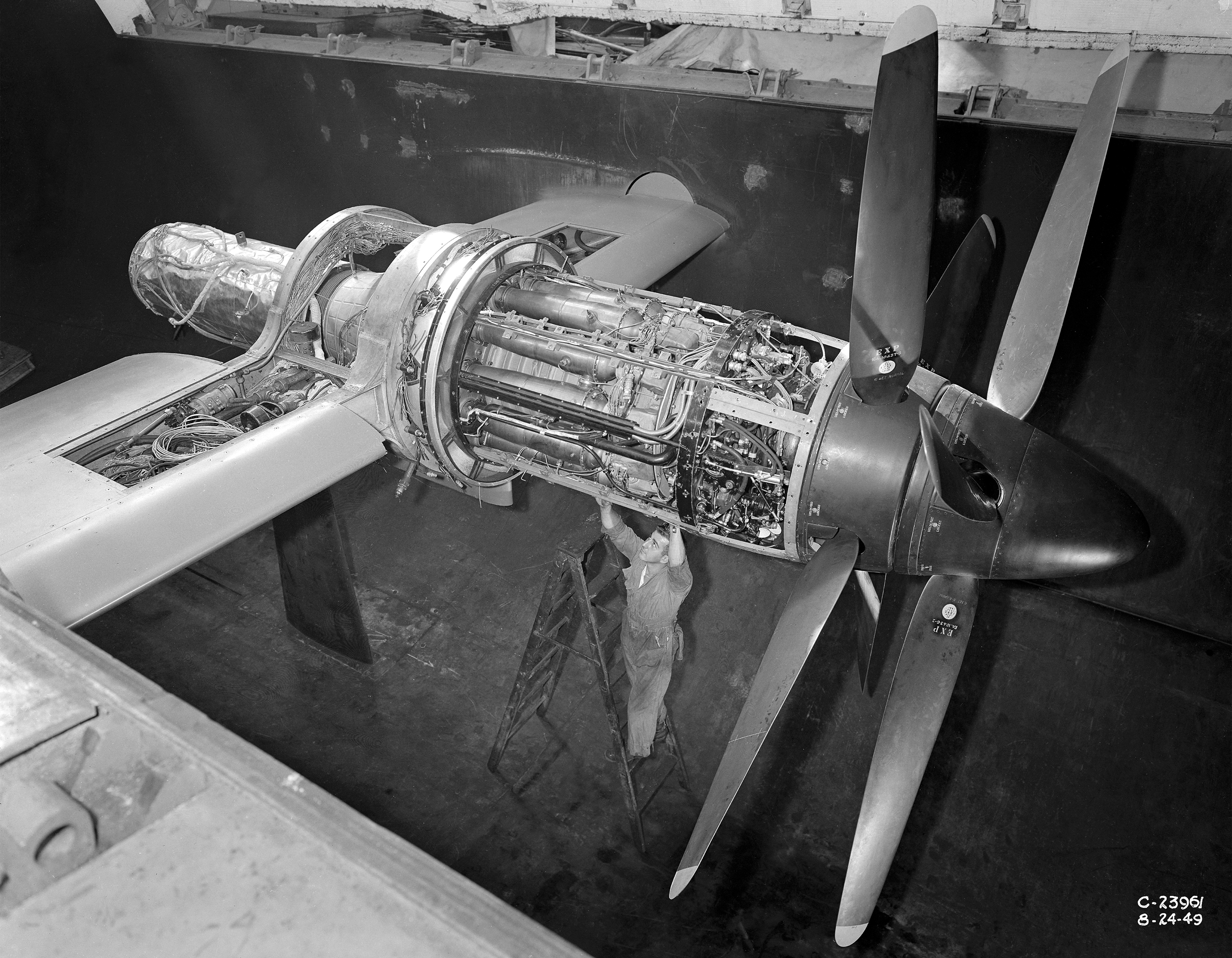
Armstrong Siddeley Python während eines Windkanaltests 1949 im NACA.

Der Armstrong Siddeley Python war ein Turboprop-Triebwerk, den der britische Hersteller Armstrong Siddeley ab April 1945 herstellte. Die Maschinen wurden hauptsächlich in die Westland Wyvern, einen schweren, trägerbasierten Jäger, eingebaut. Darin entwickelte die Maschine etwa 4100 eshp (3000 kW).

## Konstruktion und Entwicklung
Die Konstruktion begann eigentlich an einem reinen Strahltriebwerk namens ASX, das 1943 in die Testphase eintrat. Damals waren andere Flugmotorenprojekte bereits in der Vorproduktionsphase und es scheint, dass es für den ASX in dieser Form wenig Bedarf gab. Daher änderte man die Konstruktion ab, indem man ein Reduktionsgetriebe zum Antrieb einer Luftschraube hinzufügte. Der resultierende Turboprop wurde ASP (Armstrong Siddeley Python) genannt.

### Flugerprobung
Frühe Flugtests des Python wurden mit der Lancaster B.1 (FE) TW911 und der Lincoln B.2 RE339/G. Bei beiden Flugzeugen wurden die serienmäßigen Rolls-Royce Merlin-Motoren gegen Pythons ausgetauscht. Die Lincoln B.2 RF403 hatte ebenfalls zwei Pythons in gleicher Weise montiert und führte Höhen-Bombenabwurfversuche in Woomera (Australien) durch, wobei die beiden Pythons zur Erreichung größerer Flughöhen dienten. Diese Versuche waren entscheidend für die ballistischen Gehäuse der Blue-Danube-Kernwaffen. Damals gab es kein anderes Flugzeug, das die großen Bombengehäuse mit 1575 mm Durchmesser und 7315 mm Länge aufnehmen und in die gewünschte Abwurfhöhe transportieren konnte. Bei den ersten 11 Tests war die größte Abwurfhöhe 10.600 m und die größte Fluggeschwindigkeit 440 km/h bei einem Zielfehler von 18,6 m.

## Flugzeuge mit Armstrong Siddeley Python
- Avro Lancaster - (nur Flugerprobung)
- Avro Lincoln - (nur Flugerprobung)
- Westland Wyvern

## Daten (ASP.3)

### Allgemein
- Typ: Turboprop
- Länge: 3129 mm
- Durchmesser: 1372 mm
- Gewicht: 1565 kg

### Komponenten
- Kompressor: axial, 14-Stufig
- Brennkammern: 11
- Turbine: axial, 2-Stufig

### Leistung
- Leistung: 4110 eshp auf 0 m Höhe einschl. 5,25 kN Schub (3065 kW)
- Gesamtdruckverhältnis: 5,35:1
- Luftmassenstrom: 23,8 kg/s
- Spezifischer Treibstoffverbrauch: 0,365 kg/h•eshp
- Leistungsgewicht: 0,511 kg/kW[3]